# Outreachy

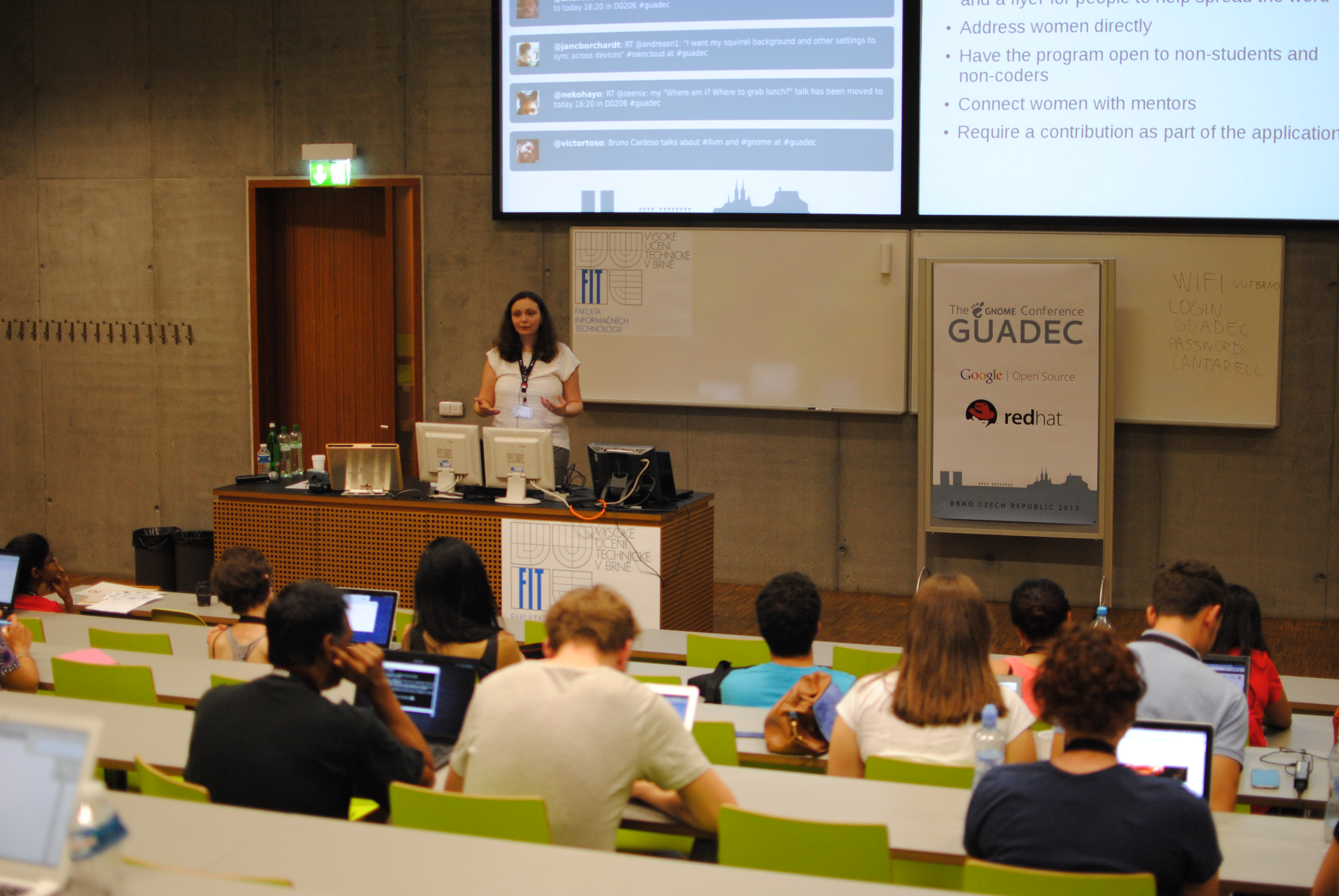
Marina Zhurakhinskaya apresentando sobre o Outreach Program for Women no GNOME Users And Developers European Conference (GUADEC), em agosto de 2013

Outreachy (anteriormente Free and Open Source Software Outreach Program for Women) é um programa que organiza estágios remunerados de três meses com projetos de software livre de código aberto para grupos de pessoas que historicamente têm baixa representatividade nesses projetos. O programa é presentemente organizado pelo Software Freedom Conservancy e antigamente era organizado pelo GNOME Project e a GNOME Foundation.
O programa está aberto para mulheres cisgênero e transgênero, pessoas de outras identidades de gênero que são minorias em open source (incluindo pessoas transgênero e genderqueer), e pessoas de qualquer gênero nos Estados Unidos que tenham identidade racial/étnica sub-representada na indústria de tecnologia dos EUA, (negros/afro-americanos, hispânicos/latinos, índios americanos, nativos do Alasca, nativos do Havaí e das ilhas do Pacífico). Os participantes podem vir de diferentes áreas e ter idade superior a 18 anos. Estágios podem focar em programação, design, documentação, marketing, ou outros tipos de contribuições.
O programa começou em 2006 com uma rodada de estágios para mulheres que trabalhavam no ambiente de desktop do GNOME (que é executado principalmente no Linux), e foi retomado em 2010, com estágios duas vezes ao ano, adicionando projetos de outras organizações a partir de 2012. A partir de 2014, essas rodadas de estágios tiveram até 16 organizações participantes, incluindo a Mozilla e a Wikimedia Foundation. O financiamento vem da GNOME Foundation, das organizações que participam no estágio e de outras empresas de software.

## Detalhes do programa

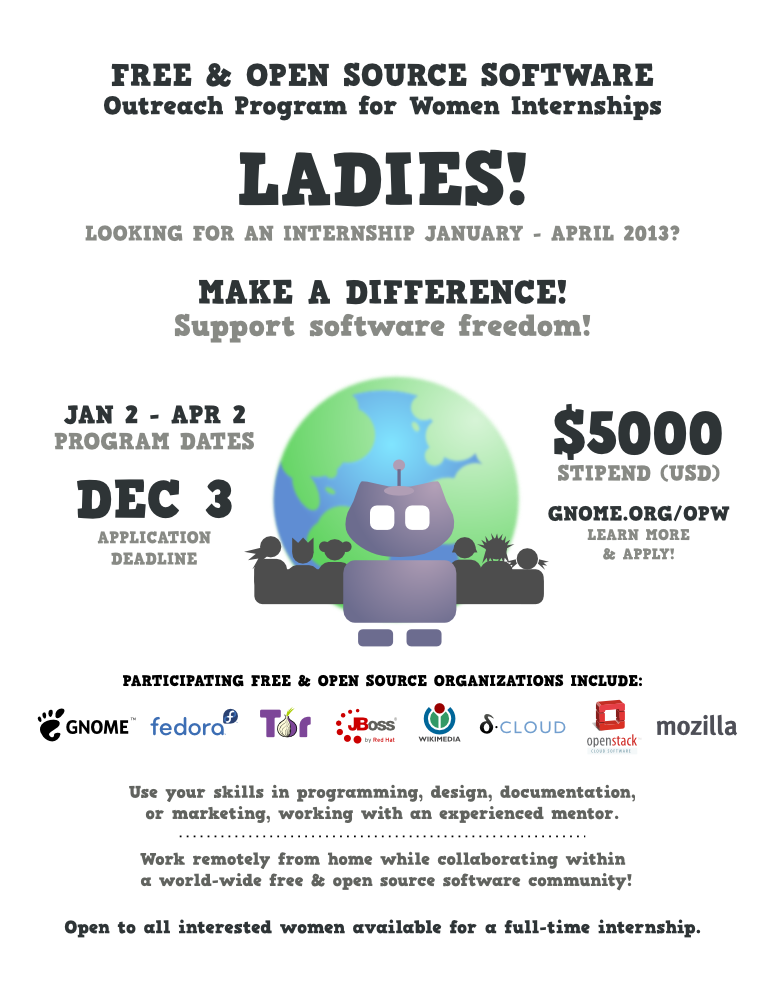
Panfleto promocional para estágios no período janeiro-abril de 2013

O objetivo do Outreachy é "criar um ciclo de feedback positivo" que suporte mais mulheres participando em software livre e open source, uma vez que colaboradores em projetos  livres e de código aberto têm sido, em sua maioria homens (ver também mulheres em comunidades de software livre). O programa é semelhante ao Google Summer of Code, que também oferece estágios em software livre e open source, mas ao contrário do Google Summer of Code não é limitado a estudantes ou desenvolvedores. O programa é projetado para ser compatível com o ano letivo de estudantes, com estágios no meio do ano correspondendo às férias de verão dos alunos no hemisfério norte, e no final do ano correspondendo às férias de verão dos alunos no hemisfério sul.
O programa começou convidando as mulheres participantes e cresceu para incluir "aquelas que tenham sido atribuídas femininas no nascimento, e qualquer pessoa que se identifique como mulher, genderqueer, genderfluid, ou genderfree, independentemente do gênero atribuído no nascimento". A rodada de dezembro de 2014 foi também aberta a participantes do Ascend Project de qualquer gênero, um programa de treinamento para pessoas de outros grupos sub-representados em código aberto. A partir de setembro de 2015, o Outreachy tornou-se aberto para "residentes e cidadãos dos Estados Unidos de qualquer gênero que sejam negr@s/afro-american@s, hispânic@s/latin@s, índi@s american@s, nativ@s do Alasca, nativ@s do Havaí, ou das ilhas do Pacífico", como pessoas sub-representados na indústria de tecnologia no EUA.
Como parte do processo de candidatura, as candidatas têm de fazer uma contribuição para o projeto em que desejam trabalhar. As participantes trabalham remotamente, então o estágio inclui um orçamento de $500 dólares para se usado em viagens com o intuito de facilitar o encontro entre colaboradores em pessoa e desenvolver ligações mais fortes para o projeto. As participantes também escrevem um blog sobre o seu trabalho, onde uma disse que: "me permitiu conhecer muitas pessoas interessadas no mesmo assunto, como eu, e abriu uma gama de oportunidades completamente diferente."

## Impacto
O Projeto GNOME tem observado vários sinais de que o programa melhorou seu recrutamento e a retenção de mulheres contribuintes. Em abril de 2011, foi dito que sua versão 3.0 teve "mais contribuições por mulheres do que qualquer lançamento anterior, um aumento que pode ser atribuído ao seu novo programa de estágio." Em novembro de 2011, também foi dito que o programa tinha ajudado a recrutar sete mulheres para o programa Google Summer of Code naquele ano, em comparação a uma ou zero mulheres nos anos anteriores. Na  conferência anual do projeto, a GUADEC, 17% dos participantes (41) em 2012 eram mulheres, "em comparação com apenas 4% (6 mulheres) entre os participantes afiliados ao GNOME, três anos antes, no Desktop Summit 2009." Em junho de 2013, a co-organizadora do programa Marina Zhurakhinskaya afirmou que metade das 41 participantes tinha continuado a contribuir para o GNOME depois de seus estágios, incluindo cinco que se tornaram tutoras para o programa.
A Wikimedia disse que trabalhar com o Outreach Program for Women e o Google Summer of Code fez com que o projeto desenvolvesse recursos melhores para os recém-chegados interessados em contribuir com a Wikimedia em geral, incluindo a documentação e listas de projetos adequados para os recém-chegados.
Em 2013, Bruce Byfield disse: "O programa já pode ser considerado o mais bem-sucedido programa de FOSS para mulheres." Em março de 2014, a Free Software Foundation deu o seu prêmio anual para projetos de benefícios sociais como parte da FSF Free Software Awards, dizendo que o programa faz um "trabalho crítico", "lidar com a discriminação de gênero, capacitando mulheres para desenvolver liderança e competências de programação em uma sociedade que se baseia na tecnologia."
Explicando o que fez o programa eficaz, Zhurakhinskaya disse: "Você só precisa dizer que as mulheres são bem-vindas no seu projeto, porque este gesto em si envia um sinal. Além disso, você quer ter pessoas específicas com quem candidatas possam entrar em contato para fazer seu primeiro patch e perguntas."
Em junho de 2015, uma coordenadora do Outreachy e contribuidora do Linux kernel, Sarah Sharp, ganhou um prêmio para mulheres em open source do Red Hat "por seus esforços na melhoria da comunicação e convidando as mulheres em comunidades de código aberto." Em julho de 2015, a co-organizadora do programa Marina Zhurakhinskaya ganhou um O'Reilly Open Source Award por seu trabalho em Outreachy.

## História

### Women's Summer Outreach Program
Em 2006, Hanna Wallach e Chris Ball notaram que não haviam mulheres entre os 181 candidatos para o programa de estágio do GNOME com o Google Summer of Code, e decidiram criar o Women's Summer Outreach Program do GNOME (WSOP) para incentivar a participação de mulheres. Eles organizaram-se em cerca de um mês e focaram em desenvolvedoras estudantes. Eles receberam 100 aplicações e selecionaram seis para a realização de estágios, metade patrocinado pela Fundação GNOME e metade pelo Google. As alunos relataram experiências positivas e continuaram a usar software livre e código aberto após o estágio, mas muitas delas não tiveram seu trabalho integrado ao código principal.

### GNOME Outreach Program for Women
Em 2009, a comunidade GNOME decidiu reviver o programa como parte de um esforço contínuo para encorajar mais mulheres a contribuírem com o GNOME, renomeando-o para GNOME Outreach Program for Women. O conselho da GNOME Foundation nomeou Marina Zhurakhinskaya para organizá-lo, incluindo encontrar mentores para o programa. O programa de estágio foi expandido para incluir trabalho sem ser programação, como documentação e localização, e foi aberto para candidatas não-estudantes. Para aumentar as chances de sucesso, o novo processo de aplicação incluía fazer uma melhoria para o projeto, e o estágio passou a incentivar que várias tarefas fossem gradativamente incorporadas ao projeto principal, em vez de um projeto maior, como o Google Summer of Code. Após reestruturar o programa e encontrar projetos interessados e mentores dentro do GNOME, eles selecionaram oito estagiárias em novembro de 2010.
Outras oito estagiárias, de cinco continentes, começaram em maio de 2011. Elas incluíam Priscila Mahlangu, uma mulher Sul-Africana que traduziu o GNOME desktop para a língua Zulu. Doze estagiárias iniciaram em novembro de 2011, com o patrocínio de Collabora, Google, Mozilla, Red Hat, e GNOME Foundation.
Para a rodada de maio de 2012, o Software Freedom Conservancy se juntou ao programa, com um estágio com o Twisted Project, orientado por Jessica McKellar. Outras nove estagiárias trabalharam no GNOME.

### Free and Open Source Software Outreach Program for Women
Na rodada de Janeiro de 2013, o programa foi renomeado para Free and Open Source Software Outreach Program for Women, expandido para oferecer 25 estágios com 10 organizações (Deltacloud, Fedora, GNOME, JBoss, Mozilla, Open Technology Institute, OpenITP, OpenStack, Subversion, e Wikimedia), com a diretora executiva do projeto GNOME, Karen Sandler, se juntando a Zhurakhinskaya na organização do programa.
Os estágios de junho de 2013 incluíram sete participantes que contribuíram para o kernel do Linux, por exemplo, em computação paralela para o x86 processo de boot. Liderada pela contribuidora do kernel Sarah Sharp, que encontrou orientadores e projetos para as estagiárias, elas fizeram contribuições significativas para a versão 3.11 do kernel. Essa rodada teve 37 estagiárias trabalhando com 16 organizações, e a rodada seguinte, de dezembro de 2013, teve 30 estagiárias trabalhando com 8 organizações.
Em abril de 2014, a GNOME Foundation congelou temporariamente despesas não essenciais devido a um déficit orçamentário ligado ao Outreach Program for Women; estagiárias eram pagas, por vezes, antes que os pagamentos de organizações patrocinadoras chegassem. Isto foi relacionado ao programa crescer rapidamente, e a Fundação disse que ela teria que conversar com essas organizações e tomar outras medidas para resolver o problema. As notas da reunião do conselho de administração da GNOME Foundation a partir de junho de 2015 indicam que o problema foi resolvido com todos os pagamentos pendentes coletados.
A rodada de maio de 2014 teve 40 participantes e 16 organizações.
A rodada de dezembro de 2014 foi aberta a participantes do Ascend Project de qualquer gênero, um programa de treinamento para pessoas de grupos sub-representados em código aberto.

### Outreachy
Em fevereiro de 2015, o programa anunciou a mudar o nome para Outreachy, enquanto o gerenciamento do programa foi transferido para o Software Freedom Conservancy com a GNOME Foundation participando como uma parceira.
A partir de setembro de 2015, Outreachy tornou-se aberto para "residentes e cidadãos dos Estados Unidos de qualquer gênero que sejam negr@s/afro-american@s, hispânic@s/latin@s, índi@s american@s, nativ@s do Alasca, nativ@s do Havaí, ou das ilhas do Pacífico", como pessoas sub-representados na indústria de tecnologia no EUA.